# Antoni Dygat

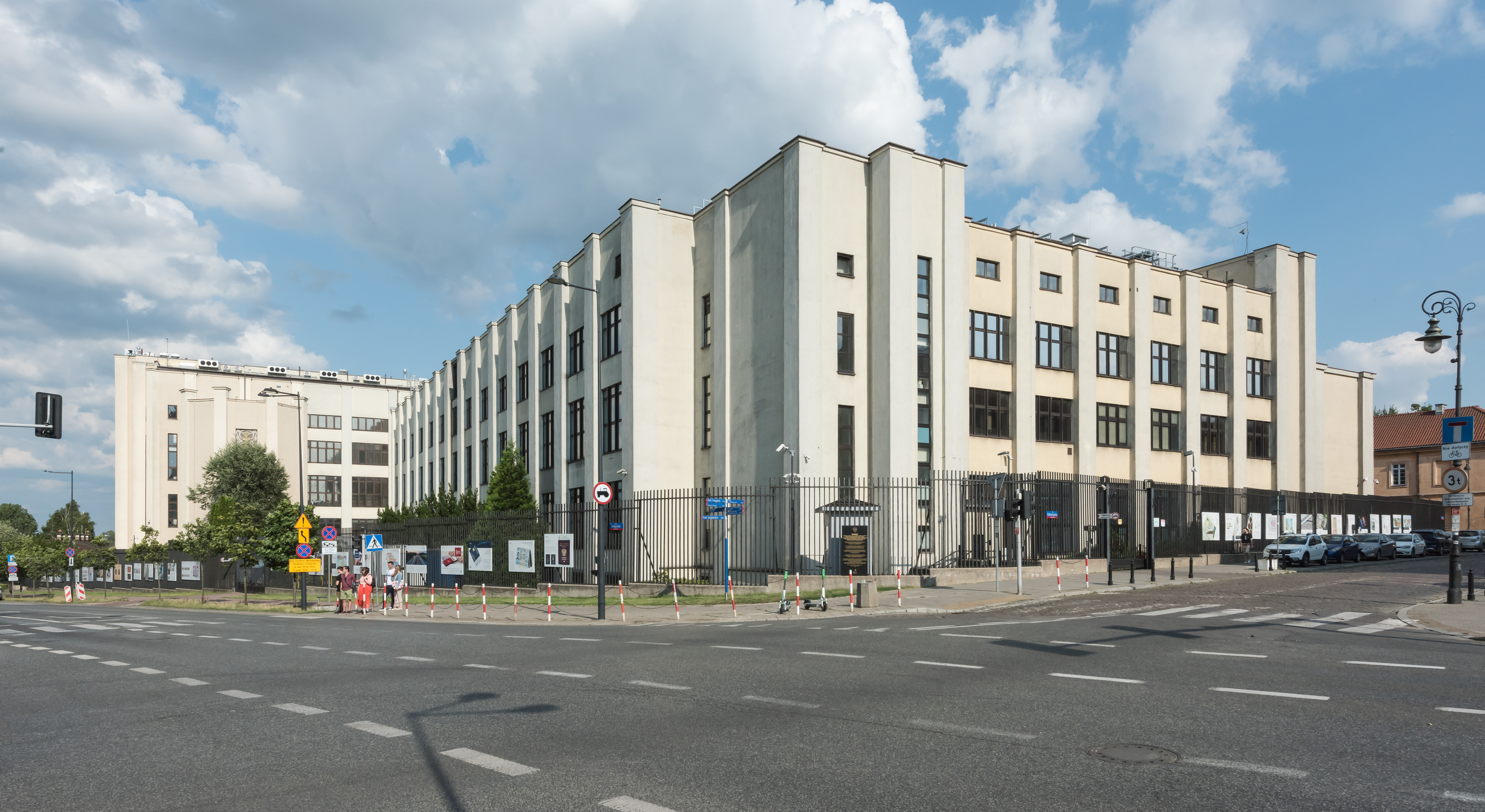
Kompleks Polskiej Wytwórni Papierów Wartościowych w Warszawie zaprojektowany przez Antoniego Dygata

Antoni Leopold Wincenty Dygat (ur. 11 maja 1886 w Écouen, zm. 10 lipca 1949 w São Paulo) – polski architekt. 

## Życiorys
Syn Ludwika i Konstancji z Karpińskich. Absolwent wydziału architektury École nationale supérieure des beaux-arts w Paryżu. 
Zaprojektował m.in.:
- kompleks Polskiej Wytwórni Papierów Wartościowych w Warszawie[3]
- gmach Wojskowego Instytutu Geograficznego w Warszawie[4]
- domy Ministerstwa Spraw Wojskowych w Warszawie
- budynki radiostacji w Raszynie i we Lwowie[1]
- kaplicę Najświętszego Serca Jezusowego w Ostrowitem
- Dom Pracy Społecznej im. Marszałka Piłsudskiego wraz z remizą Ochotniczej Straży Pożarnej w Chotomowie (w latach 1935–1935 wybudowano jedynie pierwszą kondygnację obiektu)[5].

Był również autorem przebudowy w latach 20. XX wieku warszawskiego pałacu Mniszchów. 
Laureat licznych nagród na konkursach architektonicznych. Członek Zarządu Stowarzyszenia Architektów Polskich.

## Życie prywatne
Był ojcem pisarza Stanisława Dygata i Danuty Lutosławskiej, żony kompozytora Witolda Lutosławskiego.